# Philippe Mercier (militaire)
Philippe Mercier, né le 20 janvier 1938 à Paris, est un militaire français.
Général d'armée, il est chef d'état major de l'armée de terre du 28 août 1996 au 19 janvier 1999, après avoir été chef du cabinet militaire du ministre français des Armées du 10 mai 1994 au 31 août 1995.

## Biographie
Philippe Mercier est chef du cabinet militaire du ministre de la défense français de 1994 à 1995. 
Il est par la suite nommé chef d'état-major de l'armée de terre en 1996. Il fait face à la professionnalisation de l'armée, qui entraine la dissolution d'un grand nombre de régiments. Il s'oppose notamment à la baisse du budget de la défense français,,.  
Sa fille est la journaliste Anne-Sophie Mercier qui collabore notamment au Canard enchaîné. Son fils est Etienne Mercier, directeur du Pôle Opinion et Santé à l’institut de sondage Ipsos.